# Todd Phillips
Todd Phillips (született Todd Bunzl) (Brooklyn, New York, 1970. december 20. –) Grammy-díjas amerikai filmrendező, forgatókönyvíró, producer.
Legismertebb filmjei a Cool túra, a Sulihuligánok, a Másnaposok-trilógia, és a Terhes társaság. Főként vígjátékok, szatírák írásában jeleskedett, a 2006-ban bemutatott Borat című filmben forgatókönyvíróként működött közre, amiért többed magával jelölték a az Oscar-díjra, a legjobb adaptált forgatókönyvért kategóriában.
Más műfajban nyújtott kiemelkedő munkája a 2016-ban készült Haverok fegyverben és a 2019-ben bemutatott Joker. Utóbbi film a 76. Velencei Nemzetközi Filmfesztiválon elnyerte az Arany Oroszlán díjat.

## Magánélete, családja
Brooklynban született, zsidó családban. A New York-i Huntingtonban nőtt fel. Egy ideig a New York-i Filmegyetem hallgatója volt, de otthagyta az iskolát, hogy első filmének készítésére koncentrálhasson.
Pályája elején közreműködött az HBO adón futó Taxicab Confessions televíziós sorozatban.
Hívő ember, erről a BBC-nek adott 2014-es interjújában beszélt részletesebben. 2019-ben, a Joker elkészítése után úgy nyilatkozott, hogy felhagy a komédiák és vígjátékok forgatásával, aminek okaként a woke kultúra terjedésével magyarázott. 2012-ben a Twitter felhasználói közt kezdett terjedni az alapvetően a faji igazságszolgáltatás és egyenlőség kérdéseivel foglalkozó irányzat. Todd szerint "[...] nehéz vitatkozni a Twitter 30 millió felhasználójával."

## Pályafutása
Phillip első dokumentumfilmje a Hated: GG Allin and the Murder Junkies volt, amely témájában az ellentmondásos punk rocker, GG Allin életére és halálára összpontosított. Ezt követően Andrew Gurlanddel közösen rendezte a Frat House című dokumentumfilmet, amelynek bemutatója az 1998-as Sundance Filmfesztiválon volt és ahol elnyerte a zsűri díját.
Harmadik dokumentumfilmje, a Bittersweet Motel az amerikai Phish rockzenekar 1997. évi nyári és őszi turnéit mutatta be, valamint felvételeket közölt az 1998-as európai turnéról.
Phillips írta és rendezte a 2004-es Starsky és Hutch című filmet, melynek főszereplői Ben Stiller és Owen Wilson voltak. A 2006-os Balek-suli forgatókönyvét szintén ő írta és a filmet is ő rendezte. 2006-ban a Borat című szatirikus komédián dolgozott többed magával, miután nézeteltérések miatt a rendezői székről 2005 elején lemondott. Ennek ellenére a történet kialakításában fontos szerepe volt és őt is jelölték a A legjobb adaptált forgatókönyv kategóriában az Oscar-gálán.
2009-ben a Másnaposok című film rendezője volt, amely filmet 35 millió dollárból forgattak le és amely aztán a legnagyobb bevételre szert tevő R besorolású vígjáték lett az évben és több filmes díjat is elnyert, így például a 67. Golden Globe-gálán Legjobb film (musical vagy vígjáték) kategóriájának első helyét. 2012. február 3-ra a film bruttó bevétele a világon elérte a 480 millió dollárt. Phillips körülbelül 50 millió dollárt kapott a film teljes bevételből.
2010-ben a Terhes társaság című filmet rendezte Robert Downey Jr. és Zach Galifianakis főszereplésével. A film nagy pénzügyi siker volt, világszerte 211 780 324 dollár bevételt termelt.
2010 őszén Thaiföldön és Bangkokban megkezdték a Másnaposok 2. forgatását. A film forgatókönyvét Phillips írta és a filmet is ő rendezte, 2011. május 26-án mutatták be a mozikban. A bemutató estéjén 2600 moziban vetítették, 10,4 millió dolláros bevételével pedig a legtöbbet hozó R besorolású vígjáték lett az ebben az időpontban bemutatott filmeket tekintve. Első napján 31,6 millió dollárt hozott a mozik pénztáránál, ezzel ebben a tekintetben majdhogynem megduplázta az első rész bevételét. A háromnapos nyitó hétvégén 85 946 294 dolláros bevételt termelt, mozinként átlagosan 23 923 dollárt, ezzel ebben a tekintetben a vígjátékokat tekintve megdöntötte a A Simpson család – A film című mozi bevételi rekordját (74 millió dollár). Végül a film bruttó  581 464 305 dolláros bevétellel minden idők harmadik R-besorolású vígjátéka lett. A trilógia harmadik része 2013-ban jelent meg, Phillips forgatókönyvíróként és rendezőként működött közre.
2016-ban egy más műfajban mutatta meg magát, ő rendezte a Miles Teller és Jonah Hill főszereplésével bemutatott Haverok fegyverben című drámát.
Phillips filmes pályafutásának legnagyobb szakmai elismerését kiváltó filmje a Joaquin Phoenix főszereplésével forgatott és bemutatott Joker című thriller, amely a DC Comics karakterének eredettörténetét mutatja be. A film 2019 októberében elnyerte a 76. Velencei Nemzetközi Filmfesztivál fődíját, az Arany Oroszlánt.
A tervek szerint Phillips életrajzi filmet rendez Hulk Hogan életéről, Chris Hemsworthszal a főszerepben.

## Filmográfia

### Nagyjátékfilmek
| Év   | Magyar cím                 | Eredeti cím           | Rendező | Író    | Producer |
| ---- | -------------------------- | --------------------- | ------- | ------ | -------- |
| 2000 | Cool túra                  | Road Trip             | Igen    | Igen   | Nem      |
| 2003 | Sulihuligánok              | Old School            | Igen    | Igen   | Igen     |
| 2004 | Starsky és Hutch           | Starsky & Hutch       | Igen    | Igen   | Nem      |
| 2006 | Balek-suli                 | School for Scoundrels | Igen    | Igen   | Igen     |
| 2006 | Borat                      | Borat                 | Nem     | Sztori | Nem      |
| 2009 | Másnaposok                 | The Hangover          | Igen    | Nem    | Igen     |
| 2010 | Terhes társaság            | Due Date              | Igen    | Igen   | Igen     |
| 2011 | Másnaposok 2.              | The Hangover Part II  | Igen    | Igen   | Igen     |
| 2013 | Másnaposok 3.              | The Hangover Part III | Igen    | Igen   | Igen     |
| 2016 | Haverok fegyverben         | War Dogs              | Igen    | Igen   | Igen     |
| 2019 | Joker                      | Joker                 | Igen    | Igen   | Igen     |
| 2024 | Joker: Kétszemélyes téboly | Joker: Folie à Deux   | Igen    | Igen   | Igen     |

Csak producerként
- A király összes embere (2006)
- Project X – A buli elszabadul (2012)
- Csillag születik (2018)

### Dokumentumfilmek
| Év   | Cím                                    | Rendező | Producer | Forgatókönyvíró | Önmagát alakítja | Megjegyzés                         |
| ---- | -------------------------------------- | ------- | -------- | --------------- | ---------------- | ---------------------------------- |
| 1993 | Hated: GG Allin and the Murder Junkies | Igen    | Igen     | Igen            | Nem              |                                    |
| 1998 | Frat House                             | Igen    | Igen     | Igen            | Igen             | Andrew Gurlanddel közösen rendezte |
| 2000 | Bittersweet Motel                      | Igen    | Igen     | Igen            | Igen             |                                    |

### Televíziós sorozatok
| Év      | Cím                         | Rendező | Producer | Megjegyzés             |
| ------- | --------------------------- | ------- | -------- | ---------------------- |
| 1997    | Taxicab Confessions         | Nem     | Igen     | 1 epizód               |
| 2008    | The More Things Change...   | Igen    | Vezető   | tévéfilm               |
| 2012    | Matthew Broderick's Day Off | Igen    | Igen     | reklám a Honda részére |
| 2015-16 | Limitless                   | Nem     | Vezető   | 19 epizód              |
| TBA     | Black Flags                 | Nem     | Igen     | minisorozat            |

## Díjak és jelölések
| Év   | Díj                                                             | Kategória                                                  | Film                                   | Eredmény |
| ---- | --------------------------------------------------------------- | ---------------------------------------------------------- | -------------------------------------- | -------- |
| 1994 | New Orleans-i Filmfesztivál                                     | A legjobb dokumentumfilm                                   | Hated: GG Allin and the Murder Junkies | Elnyerte |
| 1998 | San Franciscó-i Nemzetközi Filmfeztivál                         | Érdemérem                                                  | Frat House                             | Elnyerte |
| 1998 | Sundance Filmfesztivál                                          | A zsűri díja                                               | Frat House                             | Elnyerte |
| 2007 | Az amerikai írók céhének díja (Writers Guild of America Awards) | A legjobb adaptált forgatókönyv                            | Borat                                  | Jelölve  |
| 2007 | Oscar-díj                                                       | A legjobb adaptált forgatókönyv                            | Borat                                  | Jelölve  |
| 2009 | Golden Globe-díj                                                | Golden Globe-díj a legjobb filmmusicalnek vagy vígjátéknak | Másnaposok                             | Elnyerte |
| 2009 | British Comedy Award                                            | A legjobb vígjáték                                         | Másnaposok                             | Jelölve  |
| 2010 | ShoWest Convention                                              | Az év filmrendezője                                        |                                        | Elnyerte |
| 2013 | Hollywood Filmdíj                                               | Mozifilm-díj                                               | Másnaposok 3                           | Jelölve  |
| 2018 | ACC-díj                                                         | Legjobb mozgókép                                           | Csillag születik                       | Jelölve  |
| 2019 | Latin Újságírók Szövetsége                                      | Legjobb kép, vágás                                         | Csillag születik                       | Jelölve  |
| 2019 | Filmkritikusok Egyesülete                                       | Jim Ridley-díj                                             | Csillag születik                       | Jelölve  |
| 2019 | Online Film- és Televíziós Egyesület                            | Legjobb kép                                                | Csillag születik                       | Jelölve  |
| 2019 | Velencei Nemzetközi Filmfesztivál                               | Arany Oroszlán díj                                         | Joker                                  | Elnyerte |
| 2020 | Golden Globe-díj                                                | Legjobb filmdráma                                          | Joker                                  | Jelölve  |
| 2020 | Golden Globe-díj                                                | Legjobb filmrendező                                        | Joker                                  | Jelölve  |
| 2020 | Critics' Choice Movie Award                                     | Legjobb film                                               | Joker                                  | Jelölve  |
| 2020 | Critics' Choice Movie Award                                     | Legjobb adaptált forgatókönyv                              | Joker                                  | Jelölve  |
| 2020 | BAFTA-díj                                                       | Legjobb film                                               | Joker                                  | Jelölve  |
| 2020 | BAFTA-díj                                                       | Legjobb rendező                                            | Joker                                  | Jelölve  |
| 2020 | BAFTA-díj                                                       | Legjobb adaptált forgatókönyv                              | Joker                                  | Jelölve  |
| 2020 | Amerikai Forgatókönyvírók Céhének díja                          | Legjobb adaptált forgatókönyv                              | Joker                                  | Jelölve  |
| 2020 | Oscar-díj                                                       | Legjobb film                                               | Joker                                  | Jelölve  |
| 2020 | Oscar-díj                                                       | Legjobb rendező                                            | Joker                                  | Jelölve  |
| 2020 | Oscar-díj                                                       | Legjobb adaptált forgatókönyv                              | Joker                                  | Jelölve  |